# 꾸이띠어우
꾸이띠어우(크메르어: គុយទាវ)는 캄보디아의 국수 요리이다. 베트남에서는 "프놈펜 후띠에우"라는 뜻의 후띠에우 남방(베트남어: hủ tiếu Nam Vang)으로 불린다.

## 어원
크메르어 "꾸이띠어우(គុយទាវ)"는 민난어 "꾸에띠아우(kóe-tiâu, 粿條)"에서 나왔다. 동원어로 태국어 "꾸아이띠아오(ก๋วยเตี๋ยว)", 베트남어 "후띠에우(hủ tiếu)", 인도네시아어 "퀘티아우(kwetiau)", 말레이어 "퀘이탸우(kway teow)" 등이 있다.

## 같이 보기
- 퍼